# Rosja na Zimowych Igrzyskach Paraolimpijskich 1994
Rosję na Zimowych Igrzyskach Paraollimpijskich w 1994 roku reprezentowało 27 zawodników (18 mężczyzn i 9 kobiet) w 3 dyscyplinach. Zdobyli on łącznie 30 medali (w tym 10 złotych), plasując swój kraj na 5. pozycji w klasyfikacji medalowej.

## Medaliści

### Złote
| Lp. | Zawodnik              | Dyscyplina            | Konkurencja                            |
| --- | --------------------- | --------------------- | -------------------------------------- |
| 1.  | Aljewtina Elessina    | Biegi Narciarskie     | 5 km techniką klasyczną kobiet (B3)    |
| 2.  | Aleksiej Moszkinie    | Narciarstwo Alpejskie | Supergigant mężczyzn (LW1/3)           |
| 3.  | Alexandre Nassaroline | Biathlon              | 7,5 km mężczyzn (B3)                   |
| 4.  | Alexandre Nassaroline | Biegi Narciarskie     | 20 km techniką klasyczna mężczyzn (B3) |
| 5.  | Alexandre Nassaroline | Biegi Narciarskie     | 10 km techniką dowolną mężczyzn (B3)   |
| 6.  | Ljubow Paninych       | Biegi Narciarskie     | 5 km techniką dowolną kobiet (B1)      |
| 7.  | Ljubow Paninych       | Biegi Narciarskie     | 5 km techniką klasyczną kobiet (B1)    |
| 8.  | Ljubow Paninych       | Biegi Narciarskie     | 10 km techniką klasyczną kobiet (B1)   |
| 9.  | Nadieżda Czyrkowa     | Biegi Narciarskie     | 5 km techniką klasyczną kobiet (B2)    |
| 10. | Nadieżda Czyrkowa     | Biegi Narciarskie     | 10 km techniką klasyczną kobiet (B2)   |

### Srebrne
| Lp. | Zawodnik              | Dyscyplina        | Konkurencja                            |
| --- | --------------------- | ----------------- | -------------------------------------- |
| 1.  | Walerij Czeludkow     | Biegi Narciarskie | 10 km techniką klasyczną mężczyzn (B2) |
| 2.  | Aljewtina Elessina    | Biegi Narciarskie | 10 km techniką klasyczna kobiet (B3)   |
| 3.  | Aljewtina Elessina    | Biegi Narciarskie | 5 km techniką dowolną kobiet (B3)      |
| 4.  | Nikołaj Iljutczenko   | Biathlon          | 7,5 km mężczyzn (B3)                   |
| 5.  | Nikołaj Iljutczenko   | Biegi Narciarskie | 20 km techniką klasyczną mężczyzn (B3) |
| 6.  | Walerij Kouptczyński  | Biegi Narciarskie | 20 km techniką klasyczną mężczyzn (B1) |
| 7.  | Walerij Kouptczyński  | Biegi Narciarskie | 10 km techniką dowolną mężczyzn (B1)   |
| 8.  | Alexandre Nassaroline | Biegi Narciarskie | 5 km techniką klasyczną mężczyzn (B3)  |
| 9.  | Ljubow Paninych       | Biathlon          | 7,5 km kobiet (B1-3)                   |
| 10. | Irina Seliwanowa      | Biegi Narciarskie | 10 km techniką klasyczną mężczyzn (B1) |
| 11. | Irina Seliwanowa      | Biegi Narciarskie | 5 km techniką dowolną mężczyzn (B1)    |
| 12. | Irina Seliwanowa      | Biegi Narciarskie | 5 km techniką klasyczną mężczyzn (B1)  |

### Brązowe
| Lp. | Zawodnik                                                                          | Dyscyplina            | Konkurencja                                |
| --- | --------------------------------------------------------------------------------- | --------------------- | ------------------------------------------ |
| 1.  | Walerij Czeludkow                                                                 | Biegi Narciarskie     | 20 km techniką klasyczną mężczyzn (B2)     |
| 2.  | Nikołaj Iljutczenko                                                               | Biegi Narciarskie     | 10 km technika dowolna mężczyzn (B3)       |
| 3.  | Nikołaj Iljutczenko                                                               | Biegi Narciarskie     | 5 km techniką klasyczną mężczyzn (B3)      |
| 4.  | Aleksiej Moszkinie                                                                | Narciarstwo Alpejskie | Slalom Gigant Mężczyzn (LW1-3)             |
| 5.  | Siergiej Selezniew                                                                | Biegi Narciarskie     | 10 km techniką dowolną mężczyzn (B1)       |
| 6.  | Nadieżda Czyrkowa                                                                 | Biegi Narciarskie     | 5 km techniką dowolną kobiet (B2)          |
| 7.  | Nikołaj Iljutczenko Walerij Kouptczyński Alexandre Nassaroline Siergiej Selezniew | Biegi Narciarskie     | Sztafeta stojący/niewidomi 4x5 km mężczyzn |
| 8.  | Aljewtina Elessina Ljubow Paninych Nadieżda Czyrkowa                              | Biegi Narciarskie     | Sztafeta otwarta 3x2,5 km kobiet           |

## Biathlon

### Mężczyźni

#### Osoby niewidome i niedowidzące
| Zawodnik               | Konkurencja | Czas rzeczywisty | Ilość pudeł | Przelicznik Czasu | Czas końcowy | Pozycja |
| ---------------------- | ----------- | ---------------- | ----------- | ----------------- | ------------ | ------- |
| Walerij Czeludkow      | 7,5 km (B2) | 30:40.0          | 6           | 1.00              | 30:40.0      | 4.      |
| Nikołaj Iljutczenko    | 7,5 km (B3) | 28:33.5          |             | 1.00              | 28:33.5      | [ 4 ]   |
| Grigorij Klimow        | 7,5 km (B3) | 33:10.2          | 8           | 1.00              | 33:10.2      | 7.      |
| Walerij Kouptczyński   | 7,5 km (B1) | 35:22.4          | 7           | 0.80              | 28:59.9      | 4.      |
| Oleg Mounts            | 7,5 km (B1) | 39:24.2          | 5           | 0.80              | 32:01.4      | 10.     |
| Alexandre Nassarouline | 7,5 km (B3) | 27:40.0          | 8           | 1.00              | 27:40.0      | [ 4 ]   |
| Siergiej Selezniew     | 7,5 km (B1) | 36:19.2          |             | 0.80              | 29:45.4      | 5.      |
| Alexandre Stramow      | 7,5 km (B2) | 35:06.5          | 8           | 1.00              | 35:06.5      | 13.     |

#### Osoby stojące
| Zawodnik          | Konkurencja      | Czas rzeczywisty | Ilość pudeł | Przelicznik czasu | Czas końcowy | Pozycja |
| ----------------- | ---------------- | ---------------- | ----------- | ----------------- | ------------ | ------- |
| Wasilij Kolczkin  | 7,5 km (LW5-8)   | 38:36.7          | 6           | 0.95              | 36:58.8      | 22.     |
| Wiktor Kostrijkow | 7,5 km (LW2/3/9) | 31:44.2          | 2           | 0.87              | 36:10.9      | 9.      |
| Wiktor Ponomariew | 7,5 km (LW4)     | DNS              | DNS         | DNS               | DNS          | DNS     |

#### Osoby na wózku
| Zawodnik          | Konkurencja   | Czas rzeczywisty | Ilość pudeł | Przelicznik czasu | Czas końcowy | Pozycja |
| ----------------- | ------------- | ---------------- | ----------- | ----------------- | ------------ | ------- |
| Michaił Terentiew | 7,5 km (LW10) | 48:32.6          | 0           | 0.90              | 43:41.3      | 8.      |
| Siergiej Sziłow   | 7,5 km (LW10) | 60:11.4          | 7           | 0.90              | 54:52.2      | 9.      |

### Kobiety

#### Osoby niewidome i niedowidzące
| Zawodnik            | Konkurencja   | Czas rzeczywisty | Ilość pudeł | Przelicznik czasu | Czas końcowy | Pozycja |
| ------------------- | ------------- | ---------------- | ----------- | ----------------- | ------------ | ------- |
| Ljubow Paninych     | 7,5 km (B1-3) | 41:56.2          | 7           | 0.80              | 34:15.0      | [ 10 ]  |
| Irina Seliwanowa    | 7,5 km (B1-3) | 44:07.2          | 6           | 0.80              | 35:53.7      | 4.      |
| Nadieżda Czyrkowa   | 7,5 km (B1-3) | 39:05.2          | 10          | 1.00              | 39:05.2      | 11.     |
| Aljewtina Elessina  | 7,5 km (B1-3) | 41:05.4          | 10          | 1.00              | 41:05.4      | 13.     |
| Nina Panjuczewa     | 7,5 km (B1-3) | 41:53.2          | 10          | 1.00              | 41:53.2      | 14.     |
| Tatiana Iljutczenko | 7,5 km (B1-3) | 52:46.7          | 3           | 1.00              | 52:46.7      | 17.     |

## Biegi Narciarskie

### Mężczyźni

#### Osoby niewidome i niedowidzące
| Zawodnik              | Konkurencja                   | Czas rzeczywisty | Przelicznik czasu | Czas końcowy | Pozycja |
| --------------------- | ----------------------------- | ---------------- | ----------------- | ------------ | ------- |
| Walerij Czeludkow     | 20 km techniką klasyczną (B2) | 58:17.6          | 1.00              | 58:17.6      | [ 11 ]  |
| Walerij Czeludkow     | 10 km techniką dowolną (B2)   | 27:17.6          | 1.00              | 27:17.6      | [ 12 ]  |
| Walerij Czeludkow     | 5 km techniką klasyczną (B2)  | 16:02.5          | 1.00              | 16:02.5      | 6.      |
| Andriej Drobyczew     | 20 km techniką klasyczną (B1) | 71:49.0          | 0.85              | 1:01:02.6    | 8.      |
| Andriej Drobyczew     | 10 km techniką dowolną (B1)   | 34:24.0          | 0.80              | 27:31.2      | 8.      |
| Andriej Drobyczew     | 5 km techniką klasyczną (B1)  | 14:56.4          | 0.85              | 17:34.6      | 7.      |
| Nikołaj Iljutczenko   | 20 km techniką klasyczną (B3) | 54:05.2          | 1.00              | 54:05.2      | [ 17 ]  |
| Nikołaj Iljutczenko   | 10 km techniką klasyczną (B3) | 25:58.7          | 1.00              | 25:58.7      | [ 18 ]  |
| Nikołaj Iljutczenko   | 5 km techniką klasyczną (B3)  | 14:41.1          | 1.00              | 14:41.1      | [ 19 ]  |
| Walerij Kouptczyński  | 20 km techniką klasyczną (B1) | 62:19.3          | 0.85              | 52:58.4      | [ 14 ]  |
| Walerij Kouptczyński  | 10 km techniką dowolnym (B1)  | 30:08.9          | 0.80              | 24:07.1      | [ 15 ]  |
| Walerij Kouptczyński  | 5 km techniką klasyczną (B1)  | 16:27.7          | 0.85              | 13:59.5      | 4.      |
| Alexandre Nassaroline | 20 km techniką klasyczną (B3) | 53:23.1          | 1.00              | 53:23.1      | [ 17 ]  |
| Alexandre Nassaroline | 10 km techniką dowolną (B3)   | 23:53.1          | 1.00              | 23:53.1      | [ 18 ]  |
| Alexandre Nassaroline | 5 km techniką klasyczną (B3)  | 14:00.2          | 1.00              | 14:00.2      | [ 19 ]  |
| Siergiej Selezniew    | 20 km techniką klasyczną (B1) | 62:19.3          | 0.85              | 52:58.4      | 5.      |
| Siergiej Selezniew    | 10 km techniką dowolną (B1)   | 30:50.2          | 0.80              | 24:40.1      | [ 15 ]  |
| Siergiej Selezniew    | 5 km techniką klasyczną (B1)  | 16:55.5          | 0.85              | 14:23.1      | 5.      |
| Siergiej Sniguriew    | 20 km techniką klasyczną (B3) | 57:21.2          | 1.00              | 57:21.2      | 4.      |
| Siergiej Sniguriew    | 10 km techniką dowolną (B3)   | 26:59.3          | 1.00              | 26:59.3      | 5.      |
| Siergiej Sniguriew    | 5 km techniką klasyczną (B3)  | 15:06.5          | 1.00              | 15:06.5      | 5.      |
| Alexandre Stramow     | 20 km techniką klasyczną (B2) | 58:27.6          | 1.00              | 58:27.6      | 4.      |
| Alexandre Stramow     | 10 km techniką dowolną (B2)   | 28:46.2          | 1.00              | 28:46.2      | 8.      |
| Alexandre Stramow     | 5 km techniką klasyczną (B2)  | 16:05.9          | 1.00              | 16:05.9      | 7.      |

#### Osoby stojące
| Zawodnik          | Konkurencja                        | Czas rzeczywisty | Przelicznik czasu | Czas końcowy | Pozycja |
| ----------------- | ---------------------------------- | ---------------- | ----------------- | ------------ | ------- |
| Wasilij Kolczkin  | 20 km techniką klasyczną (LW6/8)   | 64:39.0          | 0.92              | 59:28.6      | 6.      |
| Wasilij Kolczkin  | 5 km techniką klasyczną (LW6/8)    | 15:54.1          | 0.92              | 14:37.7      | 5.      |
| Wiktor Kostrijkow | 20 km techniką klasyczną (LW2/3/9) | 65:30.6          | 0.92              | 1:00:16.1    | 6.      |
| Wiktor Kostrijkow | 10 km techniką dowolną (LW2/3/9)   | 34:34.6          | 0.87              | 30:04.9      | 6.      |
| Wiktor Kostrijkow | 5 km techniką klasyczną (LW2/3/9)  | 17:20.6          | 0.92              | 15:57.3      | 6.      |
| Wiktor Ponomariew | 20 km techniką klasyczną (LW4)     | 70:26.1          | 0.97              | 1:08:19.3    | 11.     |
| Wiktor Ponomariew | 10 km techniką dowolną (LW4)       | 33:34.1          | 0.97              | 32:33.6      | 6.      |
| Wiktor Ponomariew | 5 km techniką klasyczną (LW4)      | 17:48.2          | 0.97              | 17:16.1      | 12.     |

#### Osoby na wózku
| Zawodnik          | Konkurencja  | Czas rzeczywisty | Przelicznik czasu | Czas końcowy | Pozycja |
| ----------------- | ------------ | ---------------- | ----------------- | ------------ | ------- |
| Jurij Ilijn       | 15 km (LW11) | 47:00.4          | 0.95              | 44:39.3      | 14.     |
| Jurij Ilijn       | 10 km (LW11) | 33:35.5          | 0.95              | 31:54.7      | 13.     |
| Jurij Ilijn       | 5 km (LW11)  | 19:04.0          | 0.95              | 18:06.8      | 15.     |
| Siergiej Sziłow   | 15 km (LW10) | DNS              | DNS               | DNS          | DNS     |
| Siergiej Sziłow   | 5 km (LW10)  | 24:37.6          | 0.95              | 23:23.7      | 13.     |
| Michaił Terentiew | 15 km (LW10) | 55:32.6          | 0.90              | 49:59.3      | 9.      |
| Michaił Terentiew | 10 km (LW10) | 39:11.3          | 0.90              | 35:16.1      | 9.      |
| Michaił Terentiew | 5 km (LW10)  | 23:23.7          | 0.90              | 21:03.3      | 12.     |

#### Sztafety
| Zawodnicy                                                                         | Konkurencja              | Czas      | Pozycja |
| --------------------------------------------------------------------------------- | ------------------------ | --------- | ------- |
| Nikołaj Iljutczenko Walerij Kouptczyński Alexandre Nassaroline Siergiej Selezniew | 4x5 km stojący/niewidomi | 0:52:34.1 | [ 34 ]  |
| Jurij Iljin Siergiej Sziłow Michaił Terentiew                                     | 3x2,5 km osób na wózkach | 0:32:29.8 | 9.      |

### Kobiety

#### Osoby niewidome i niedowidzące
| Zawodniczka         | Konkurencja                   | Czas rzeczywisty | Przelicznik czasu | Czas końcowy | Pozycja |
| ------------------- | ----------------------------- | ---------------- | ----------------- | ------------ | ------- |
| Aljewtina Elessina  | 10 km techniką klasyczną (B3) | 49:51.3          | 1.00              | 49:51.3      | [ 36 ]  |
| Aljewtina Elessina  | 5 km techniką dowolną (B3)    | 16:42.7          | 1.00              | 16:42.7      | [ 37 ]  |
| Aljewtina Elessina  | 5 km techniką klasyczną (B3)  | 17:30.0          | 1.00              | 17:30.0      | [ 38 ]  |
| Tatiana Iljutczenko | 10 km techniką klasyczną (B3) | 31:07.1          | 1.00              | 31:07.1      | 9.      |
| Ljubow Paninych     | 10 km techniką klasyczną (B1) | 57:04.3          | 0.85              | 48:30.6      | [ 39 ]  |
| Ljubow Paninych     | 5 km techniką dowolną (B1)    | 18:46.5          | 0.80              | 15:01.2      | [ 40 ]  |
| Ljubow Paninych     | 5 km techniką klasyczną (B1)  | 20:04.8          | 0.85              | 17:04.0      | [ 41 ]  |
| Nina Panjuczewa     | 10 km techniką klasyczną (B3) | 57:43.1          | 1.00              | 57:43.1      | 6.      |
| Nina Panjuczewa     | 5 km techniką klasyczną (B3)  | 19:29.8          | 1.00              | 19:29.8      | 6.      |
| Irina Seliwanowa    | 10 km techniką klasyczną (B1) | 59:29.1          | 0.85              | 50:33.7      | [ 39 ]  |
| Irina Seliwanowa    | 5 km techniką dowolna (B1)    | 19:30.7          | 0.80              | 15:36.5      | [ 40 ]  |
| Irina Seliwanowa    | 5 km techniką klasyczną (B1)  | 21:00.3          | 0.85              | 17:51.2      | [ 41 ]  |
| Nadieżda Czyrkowa   | 10 km techniką klasyczną (B2) | 50:54.9          | 1.00              | 50:54.9      | [ 42 ]  |
| Nadieżda Czyrkowa   | 5 km techniką dowolną (B2)    | 16:31.5          | 1.00              | 16:31.5      | [ 43 ]  |
| Nadieżda Czyrkowa   | 5 km techniką klasyczną (B2)  | 18:02.8          | 1.00              | 18:02.8      | [ 44 ]  |

#### Osoby na wózku
| Zawodniczka     | Konkurencja      | Czas rzeczywisty | Przelicznik czasu | Czas końcowy | Pozycja |
| --------------- | ---------------- | ---------------- | ----------------- | ------------ | ------- |
| Jelena Makarowa | 10 km (LW10-11)  | 41:15.0          | 1.00              | 41:15.0      | 6.      |
| Jelena Makarowa | 5 km (LW10-11)   | 22:37.8          | 1.00              | 22:37.8      | 6.      |
| Jelena Makarowa | 2,5 km (LW10-11) | 14:04.6          | 1.00              | 14:04.6      | 6.      |

#### Sztafety
| Zawodnicy                                            | Konkurencja               | Czas      | Pozycja |
| ---------------------------------------------------- | ------------------------- | --------- | ------- |
| Aljewtina Elessina Ljubow Paninych Nadieżda Czyrkowa | Sztafeta otwarta 3x2,5 km | 0:27:14.4 | [ 48 ]  |

## Narciarstwo Alpejskie

### Mężczyźni

#### Osoby Stojące
| Zawodnik           | Konkurencja           | Czas    | Pozycja |
| ------------------ | --------------------- | ------- | ------- |
| Nikołaj Koncziukow | Zjazd (LW4)           | 1:24.68 | 9.      |
| Nikołaj Koncziukow | Slalom Gigant (LW4)   | DQ      | DQ      |
| Nikołaj Koncziukow | Supergigant (LW4)     | 1:26.61 | 11.     |
| Nikołaj Koncziukow | Slalom (LW4)          | DQ      | DQ      |
| Aleksiej Moszkinie | Zjazd (LW1-3)         | 1:25.73 | 4.      |
| Aleksiej Moszkinie | Slalom Gigant (LW1-3) | 2:45.25 | [ 54 ]  |
| Aleksiej Moszkinie | Supergigant (LW1-3)   | 1:21.63 | [ 55 ]  |
| Aleksiej Moszkinie | Slalom (LW1-3)        | DQ      | DQ      |
| Iwan Czakrigin     | Zjazd (LW6/8)         | 1:23.35 | 13.     |
| Iwan Czakrigin     | Slalom Gigant (LW6/8) | DNF     | DNF     |
| Iwan Czakrigin     | Supergigant (LW6/8)   | 1:22.81 | 18.     |
| Iwan Czakrigin     | Slalom (LW6/8)        | DQ      | DQ      |

### Kobiety

#### Osoby stojące
| Zawodniczka       | Konkurencja         | Czas    | Pozycja |
| ----------------- | ------------------- | ------- | ------- |
| Tatiana Asaczenko | Zjazd (LW2)         | DNF     | DNF     |
| Tatiana Asaczenko | Slalom Gigant (LW2) | DNF     | DNF     |
| Tatiana Asaczenko | Supergigant (LW2)   | 1:42.08 | 11.     |
| Tatiana Asaczenko | Slalom (LW2)        | DNF     | DNF     |